# لاندن برید
لاندن برید (انگلیسی: London Breed؛ زادهٔ ۱۱ اوت ۱۹۷۴) یک سیاستمدار آمریکایی از کالیفرنیا است که به عنوان شهردار منتخب شهر سان‌فرانسیسکو و نخستین شهردار زن سیاهپوست و دومین شهردار زن این شهر انتخاب شد. او در حال حاضر به عنوان رئیس شورای نظارت بر سانفرانسیسکو و سرپرست منطقه ۵ است.
روز چهارشنبه ۱۳ ژوئن ۲۰۱۸ نتیجه نهایی انتخابات شهرداری مشخص شد و رقیب وی به او تبریک گفت.
او بعد از درگذشت شهردار قبلی، اد لی، برای مدت کوتاهی از ۱۲ دسامبر ۲۰۱۸ تا ۲۳ ژانویه ۲۰۱۸ به عنوان شهردار موقت مشغول کار بود.
برید از دانشگاه سان‌فرانسیسکو فارغ‌التحصیل شده و فوق‌لیسانس مدیریت عمومی گرفته‌است. او در شهرداری به عنوان کارآموز کارش را شروع کرد.